# Hugues Sibille
 (décembre 2019).
Hugues Sibille, né le 31 août 1951 à Lyon, est une personnalité de l'économie sociale et solidaire française et européenne. 
Il a exercé ses responsabilités dans le privé, le public et l'associatif et a écrit des articles et livres relatifs à l'ESS. Il est expert du développement territorial, de l'innovation sociale et du financement de l'ESS. Se sentant proche de Michel Rocard, il n'a jamais exercé de mandat électif. 

## Biographie
Après ses études à Sciences Po achevées en 1975, il travaille dans un premier temps chez Syndex, une structure d’expertise économique et comptable liée à la Confédération française démocratique du travail, puis il participe en 1978 aux côtés de Claude Neuschwander à la création de Ten, coopérative de conseils spécialisée dans le développement territorial, dont il devient directeur général en 1985 puis PDG en 1990. Cette expérience forge son approche de la création d’emplois via le développement local, qui sera le fil conducteur de sa carrière. 
Pendant cette période, il participe à titre militant, aux côtés de Denis Clerc, à la création en 1980 du mensuel Alternatives économiques. Il est administrateur de la Société coopérative et participative puis président de la société des lecteurs jusqu'en 1997.
Il crée en 1988 avec la Caisse des dépôts et consignations et des entreprises comme Rhône-Poulenc et Saint-Gobain, un institut de formation, l'Institut des managers du développement local, dont il préside le directoire, dans le but de professionnaliser davantage le développement local après les lois de décentralisation de 1982.
Hugues Sibille adhère au Centre des jeunes, des dirigeants, des acteurs de l'économie sociale et solidaire dont il devient président de 1991 à 1994. Il y lance une université permanente de la cohésion sociale et impulse des premiers travaux sur le bilan sociétal. 
En 1997, au sein du cabinet de Martine Aubry, alors Ministre de l'Emploi et de la Solidarité, il conçoit le programme « nouveaux services, nouveaux emplois ». Il anime les travaux d'experts dans dix filières de services et participe à la préparation de la Loi dite Nouveaux services emplois jeunes.
En juin 1998, il est nommé par Lionel Jospin délégué interministériel à l'innovation et à l'économie sociale, où il restera jusqu'en septembre 2001. C'est la première fois qu'est lancé le concept d'ESS. Il prépare, en liaison étroite avec Christian Sautter, alors ministre des Finances, les instructions fiscales associatives qui sécurisent les associations par la règle des 4 P (produit, public, prix, publicité). Il organise le centenaire de la Loi de 1901, autour de la signature d'une charte d'engagements réciproques entre l'État et les associations, qui rassemble 2000 responsables associatifs, action de sa carrière dont il se dit « le plus fier ». Enfin, dans le prolongement du rapport Lipietz sur l'entreprise à but social, il participe à l'élaboration d'une loi sur la Société coopérative d'intérêt collectif qui définit un nouveau statut d'entreprise sociale[réf. nécessaire].
Fin 2001, il entre à la Caisse des dépôts et consignations où il est chargé de la direction des petites entreprises et de l'économie sociale, puis en devient directeur des partenariats. 
Il fait entrer l'entrepreneuriat social au salon des entrepreneurs, et crée le Collectif pour l'entrepreneuriat social qu'il préside de 2005 à 2009 et qui deviendra le Mouvement des entrepreneurs sociaux. 
Hugues Sibille rejoint en octobre 2005 le Crédit coopératif. Il en sera successivement directeur général délégué puis vice-président exécutif jusqu'en 2015. Au titre du Crédit Coopératif, il préside le groupe de fonds propres ESFIN IDES et lance en 2015 un nouveau fonds à destination des structures de l’économie sociale : Impact Coopératif[réf. nécessaire]. 
En 2013, le G8 crée une Force opérationnelle sur l'investissement à impact social. Benoit Hamon, alors ministre de l'ESS, demande à Hugues Sibille de représenter la France dans cette Task Force et de mettre en place un comité français sur l'investissement à impact social. Ce comité remet en novembre 2014 un rapport au gouvernement comprenant 20 propositions d'innovations financières au service de l'innovation sociale. Ce rapport inspirera la mise en place, par le gouvernement, de Contrats à impact social en 2016.
Les positions en faveur de l'investissement à impact social sont contestées par des courants radicaux réunis dans le Collectif des associations citoyennes qui redoutent une « financiarisation du social », tandis que ses promoteurs, tels qu'Hugues Sibille, sont perçus comme faisant partie d'« un petit monde [qui] a adopté les codes du marché néolibéral et s’est fait sa place », pour le chercheur Michel Chauvière. 
En 2015, Hugues Sibille démissionne de la vice-présidence exécutive du Crédit coopératif et devient président de la Fondation d'entreprise Crédit coopératif. La même année, il succède comme bénévole à Claude Alphandéry à la tête d'un think tank français travaillant sur l'économie sociale et solidaire, Le Labo de l'ESS, et abandonne la présidence de l'Avise. Il quittera la présidence du Labo de l'ESS en 2025. 
Profondément européen, Hugues Sibille est depuis 2012, expert auprès de la Commission européenne au sein du Groupe d’experts entrepreneuriat social, créé par Michel Barnier.

## Publications

### Ouvrages
- Démocratiser l'économie, en co-écriture avec Tarik Ghezali, Grasset, 2010  (ISBN 224676761X)
- La voie de l'innovation sociale, édition Rue de l'échiquier, 2011  (ISBN 2917770309 et 9782917770306)
- La Grande Promesse, édition Rue de l'échiquier, 2016  (ISBN 2374250547 et 9782374250540)

### Articles (liste non exhaustive)
- Hugues Sibille, « Démocratie économique et nouvelles régulations », Alternatives économiques, no 274,‎ novembre 2008, p. 89 (lire en ligne)
- « Quel modèle économique ?, par Hugues Sibille et Viviane Tchernonog », Le Monde,‎ 16 décembre 2009 (lire en ligne)
- Hugues Sibille, « Contexte et genèse de la création des sociétés coopératives d’intérêt collectif (Scic) », Revue internationale de l'économie sociale : recma, no 324,‎ 2012, p. 110–117 (ISSN 1626-1682 et 2261-2599, DOI https://doi.org/10.7202/1017781ar, lire en ligne, consulté le 8 décembre 2019)
- Sophie des Mazery, Jean-Michel Lécuyer et Hugues Sibille, « Quel investissement à impact social en France ? », Alternatives économiques, no 361,‎ octobre 2016 (lire en ligne)
- Hugues Sibille, « D'où vient, où va l'entrepreneuriat social en France ? Pour un dialogue France-Québec sur l'entrepreneuriat social », Revue Interventions économiques. Papers in Political Economy, no 54,‎ 1er mars 2016 (ISSN 1710-7377, DOI 10.4000/interventionseconomiques.2784, lire en ligne, consulté le 8 décembre 2019)
- Viviane Tchernonog et Hugues Sibille, « Instaurer la confiance entre collectivités territoriales et associations », Le Monde,‎ 18 octobre 2016 (lire en ligne)
- Hugues Sibille, « L’ESS réussira-t-elle son rendez-vous avec l’histoire ? », Juris Associations, no 550,‎ 15 décembre 2016 (lire en ligne)